# Dominik František Kynský
Dominik František Kynský (4. října 1777 Slaný – 15. prosince 1848 Brno) byl český vlastenecký učitel, kněz, básník a překladatel. Podepisoval se jménem Kinský a psal pod jmény Kinský a Slanský.

## Život
Po absolvování piaristické školy chodil několik let na gymnázium v Mostě, aby se zdokonalil v němčině, a středoškolská studia dokončil opět u piaristů na Novém Městě. Zajímal se zejména o klasické jazyky, ale i kreslení a malování.
Roku 1794 vstoupil do piaristického řádu, aby se mohl stát učitelem. Působil v klášterech v Kroměříži a Mikulově, studoval francouzskou a italskou literaturu. V roce 1801 byl vysvěcen na kněze a pak učil několik let ve Slaném, na Novém Městě a v Mladé Boleslavi. Studenti na něj vzpomínali jako na velmi obětavého a oblíbeného. Nad rámec svých povinností například cvičil žáky v recitaci a pořádal s nimi vlastivědné vycházky.
Roku 1809 nastoupil jako učitel dějin a řecké literatury na nově otevřeném filozofickém ústavu v Brně. Zajímal se i o českou literaturu a společně se svými přáteli – moravskými obrozenci (Josef Heřman Agapit Gallaš, Filip Prokop Neděle aj.) usiloval o větší rozšiřování českých knih na Moravě. Vedle toho sám psal a překládal. Jeho první literární pokusy vyšly v Přílohách literárních Novin českých, vydávaných ve Vídni v letech 1813–1817. Hlavně pro potřeby vyučování také překládal z řečtiny, latiny, francouzštiny a němčiny, například Horatiovy Ódy, Lessingovy Bajky, Homérovi připisovanou Batrachomyomachii (Žabomyší válku) nebo Ódu na smrt kanárka, podle Jeana Baptisty Gresseta (Papoušek/Ver-Vert). 
Byl také autorem Kázání na všechny neděle celého roku. Literární díla vydával vlastním nákladem a velmi mu záleželo na pečlivém vnějším provedení. Často si stěžoval na nekvalitní práci tiskařů.
Po roce 1818 nabízel lekce jako učitel češtiny a usiloval o založení českojazyčných novin na Moravě, ale ani jedno mu úřady nepovolily. Roku 1820 opustil filozofii a nastoupil jako překladatel do úřadu Moravskoslezského gubernia. Tim z větší části končí i jeho pedagogická a literární činnost.
I nadále se ale účastnil veřejného života. Byl jedním z prvních podporovatelů společnosti pražského Národního muzea a Matice české. Přátelil se s Josefem Dobrovským a Josefu Jungmannovi pomáhal při sestavování Slovníku. Mrzelo ho, že se Slováci odvrátili od spisovné češtiny a snažil se, aby se zachovala jednota jazyka (biblická čeština) alespoň na Moravě. Sledoval spory mezi zastánci časoměrné a přízvučné poezie či bratrského a analogického pravopisu, dával přednost progresívnějším formám, ale nedopustil, aby odborné spory přerostly do osobní roviny. Známá byla jeho dohoda s Vincencem Žákem (vášnivým zastáncem kodifikace moravského nářečí s cílem přiblížit se slovenštině) a Aloisem Šemberou (stejně jako Kynský nadšeným přívržencem biblické češtiny), že při společných setkáních nebudou v zájmu dobrých vztahu tyto záležitosti diskutovat.
V roce 1848 se Kynskému splnilo jedno z velkých přání – čeština byla zavedena do škol.
15. prosince 1848 byl nalezen mrtvý ve sklepě svého domu, kam odešel předchozího dne večer. Pachatele vraždy se nikdy nepodařilo vypátrat.
Kynský byl jedním z prvních obrozenců, se zásluhami o posílení vzdělanosti a české kultury především na Moravě.